# Distrito de La Encañada
El distrito de La Encañada es uno de los doce que conforman la provincia de Cajamarca  ubicada en el departamento de Cajamarca en el Norte del Perú.
Desde el punto de vista jerárquico de la Iglesia católica forma parte de la diócesis de Cajamarca la cual, a su vez, pertenece a la arquidiócesis de Trujillo.

## Historia
El distrito fue creado mediante Ley del 2 de enero de 1857, en el gobierno de Ramón Castilla.
El distrito de la Encañada se encuentra en el departamento y provincia de Cajamarca al norte del Perú. Su territorio se extiende en una franja que corre en dirección sureste-noreste y que alcanza 16,8 km de ancho por 49,7 de largo. 
Límites:
Por el este: Con los distritos de Sucre y Sorochuco, de la provincia de Celendín, y con el distrito de Bambamarca, de la provincia de
Hualgayoc.
Por el norte: Con el distrito de Hualgayoc de la provincia de Hualgayoc.
Por el este: con el distrito de Tumbaden, de la provincia de San Pablo,y con los distritos de Cajamarca y Baños del Inca, de la provincia de
Cajamarca.
Por el sur: con el distrito de Namora y Gregorio Pita, pertenecientes a las provincias de Cajamarca y San Marcos, respectivamente.
Extensión territorial
El distrito de La Encañada abarca una superficie de 635.06 km², ocupando el 21.31 % de la provincia de Cajamarca.
Altitud
La ciudad de la Encañada se encuentra a 3,098 m s. n. m.
Recursos arqueológicos:
La Encañada es un pintoresco valle, con una hermosa campiña, y sus imponentes lugares turísticos y agradables paisajes. Se cuenta con restos
arqueológicos como:
- Las ventanillas de Combayo.
- Restos arqueológicos pre incas en los caseríos de El Progreso, La Torre, Sogorón, Yanacancha, cerro Piruro, el campanario la cueva de las brujas
- Casas hacienda en Tambomayo, Polloc, Polloquito, la Quispa, gran Chimú.
- Iglesia del C P. El Rosario de Polloc (arquitectura italiana).
- La catedral de la Encañada en construcción (Arquitectura italiana)
- El Centro Poblado "Villa Libertad" donde encuentras la paz, tranquilidad donde se unen en el horizonte el cielo y las cordilleras con unos amaneceres que impresionan al visitante y el trinar de las avecillas (algunas en proceso de extinción) del lugar que hacen un coro celestial.

## Autoridades

### Municipales
- 2023 - 2026[3]
  - Alcalde: Jesús Díaz Casahuamán, de Cajamarca Siempre Verde (Perú).
  - Regidores:

  1. Anselmo Ocón Chilón (Cajamarca Siempre Verde (Perú))
  2. Camila Raquel Huamán Tello (Cajamarca Siempre Verde (Perú))
  3. Jorge Quispe Malca (Cajamarca Siempre Verde (Perú))
  4. María Yolanda Huamán Castrejón (Cajamarca Siempre Verde (Perú))
  5. Carlomagno Roncal Tasilla (Somos Perú)

## Turismo
Existen diverso atractivos turísticos en La Encañada, entre los que destacan: 
- Ventanillas de Combayo - Sepulcros tipo nichos de la cultura Cajamarca.
- Laguna de Chaylluagón - Con frágil ecosistema del pato zambullidor.
- Lagunas de Alto Perú - Visitada por los Birdwachting (observadores de aves).
- Laguna Cóndor Cuna Yanacocha - Con una flora y fauna de jalca y puna.
- Frailones de Negritos - Formaciones pétreas muy similares a las de Cumbemayo.
- El Campanario de Chanta - Formación de estalactitas y diversos fenómenos geológicos.
- Kapac Ñan - Camino Real del tahuantinsuyo que recorre los centros poblados de Polloquito y Tambomayo.
- Existe además la presencia de Vizcachas (Lagidium viscacia) en el sector de Alto Perú.
- Podemos mencionar el trabajo artesanal de telares de pedal y Callua (cintura), así como la utilización del Clarín Cajamarquino, instrumento declarado patrimonio del estado, del cual Tinkari es principal difusor.
- El Centro Poblado "Villa Libertad" donde encuentras la paz, tranquilidad donde se unen en el horizonte el cielo y las cordilleras con unos amaneceres que impresionan al visitante y el trinar de las avecillas del lugar que hacen un coro celestial.

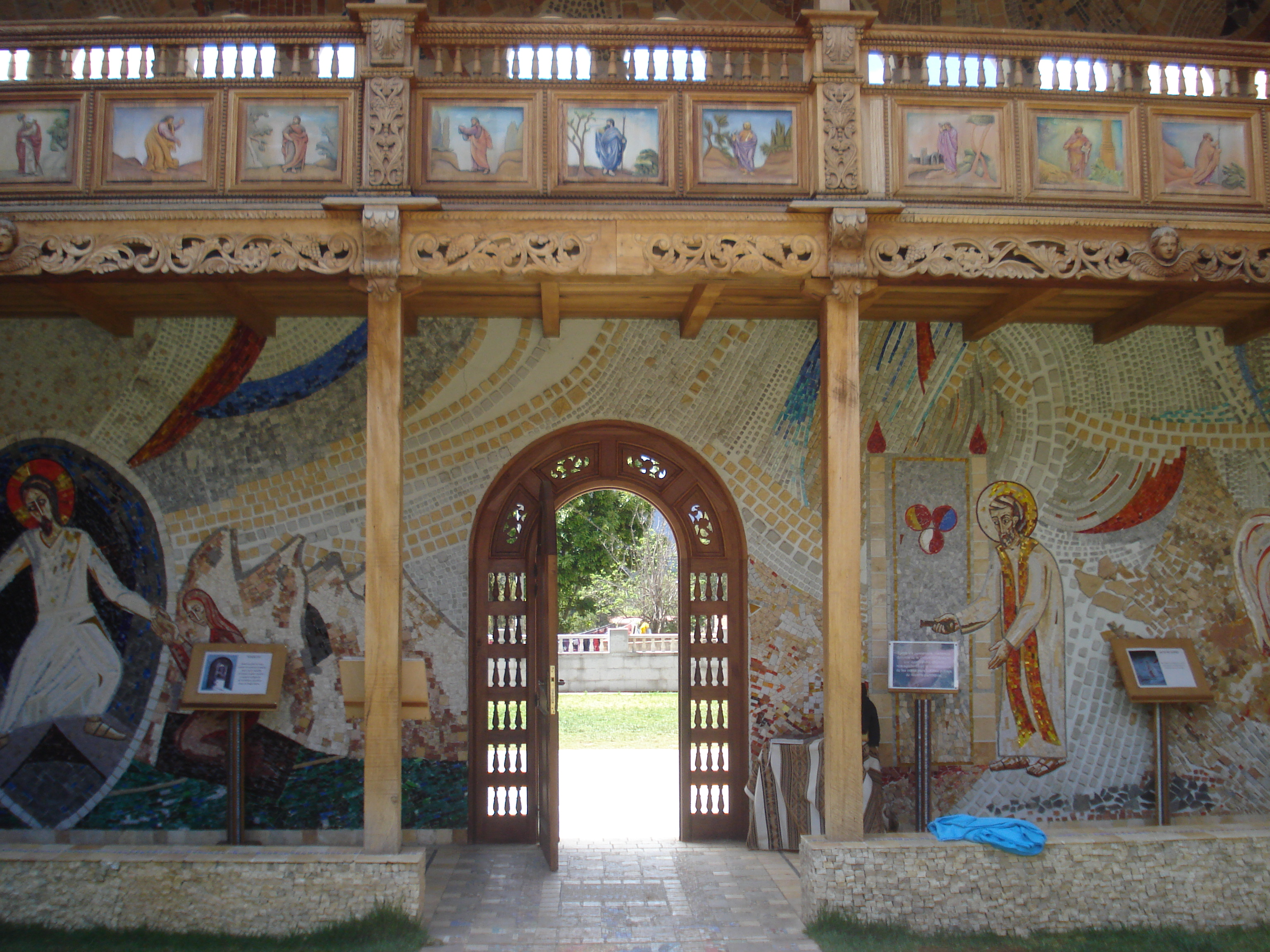
Vista desde el interior de la iglesia de Polloc (Don Bosco) en el distrito de La Encañada, Cajamarca.

## Festividades
- Carnavales.

- San Pedro

```
Fiesta Patronal del distrito donde acuden los pobladores a esta fiesta religiosa y costumbrista
```

- Inmaculada Concepción.

Patrona del distrito a la cual acuden todos los pobladores de distintas partes del Perú para solicitar sus deseos o agradecer por el cumplimiento de ellos.
Actualmente está en construcción su catedral con arquitectura italiana que aumentara la religiosidad y el turismo.